# Урылычен
Урылычен — ручей на полуострове Камчатка. Протекает по территории Усть-Камчатского района Камчатского края России. Протяжённость составляет 29 км.
Начинается на склоне вулкана Шивелуч между истоками Холмового и Ледникового Первого, течёт в северо-западном направлении между озёрами Урылычена и далее через берёзовый лес. Около урочища Большой Окт поворачивает на запад. Впадает в реку Мостовая справа на расстоянии 8 км от её устья на высоте 83 метра над уровнем моря.
Гидроним предположительно имеет эвенское происхождение, его точное значение не установлено.
По данным государственного водного реестра России относится к Анадыро-Колымскому бассейновому округу. Код водного объекта — 19070000112220000016633.